# Limoeiro de Anadia
Limoeiro de Anadia é um município brasileiro que fica localizado na região central do estado de Alagoas, com uma população recenseada em 2010 em 26.992 mil habitantes e possui uma área de 316 km² (81,48 h/km²).
Limita ao norte com os municípios de Coite do noia e Taquarana, ao sul com o município de Junqueiro, a leste com o município de Anadia, a oeste com o município de Arapiraca, e a sudeste com o município de Campo Alegre.
Limoeiro de Anadia destaca-se por duas de suas principais festividades, que são a festa de emancipação política e a festa da padroeira, ambas atraindo muitos visitantes. 

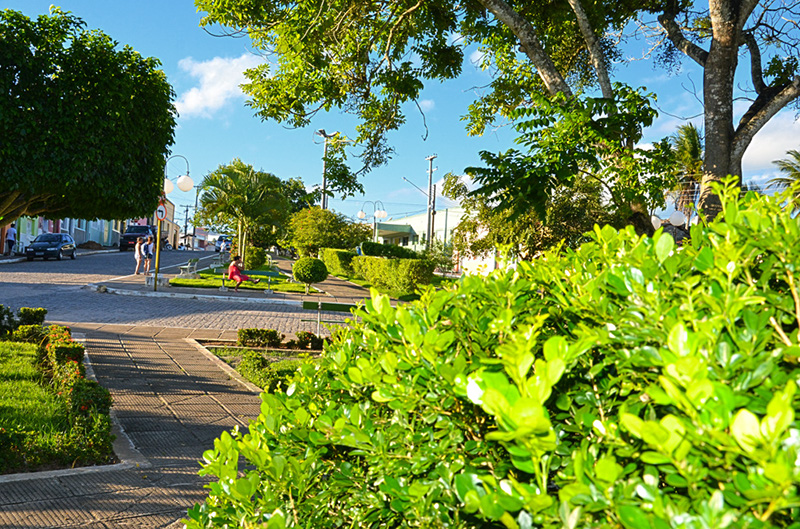
Limoeiro de Anadia

## História
O Capitão Antonio Rodrigues da Silva, considerado o primeiro morador da região, deu origem ao povoado com apenas uma fazenda de gado.
As origens sobre a denominação da atual cidade são contadas pelos moradores mais velhos de várias formas. Dentre as quais duas se destacam. A primeira delas conta que a grande quantidade de pés de limoeiro, serviam como sombras frondosas onde descansavam os exploradores e caçadores das matas da região (?). Versão contestada pelo historiador Gilberto Barbosa Filho.Já na outra versão, o nome do município é atribuído à construção (por Rodrigues da Silva) de uma capela, que a princípio seria em devoção à Santa Cruz. Com o termino da construção houve o nascimento de um limoeiro ao lado da pequena capela. Diante do acontecimento, Rodrigues resolveu homenagear aquela que teria lhe mandado um sinal, colocando a dupla invocação à capela, que ficou com duplo orago: Santa Cruz e Nossa Senhora da Conceição (Nascimento) do Limoeiro. Pelo povoado ter se desenvolvido próximo à capela, ficou conhecido por Limoeiro.
Em 1879, houve sua integração a Junqueiro. A junção de Anadia à denominação atribui-se ao fato da ligação anterior à sua emancipação com este município e a uma lei de 1943, que mudou a denominação acrescentando o restritivo de Anadia.
Passou a ser vila e município através da lei nº 866 de 31 de maio 1882, sendo instalada apenas em 1883. Foi parte integrante da comarca de Alagoas (na época Marechal Deodoro) até 1883, quando passou a pertencer a Penedo. Anos depois, foi anexado à comarca de Anadia. Em 1903 passou definitivamente a ter a denominação de cidade.
A região passou por profundas e diversas transformações administrativas e territoriais. Um de seus maiores prejuízos foi ter perdido, em 1929, o distrito de Arapiraca, que conseguiu superá-la economicamente, tornando-se uma das cidades mais prósperas de Alagoas.

## Educação
A cidade possui 7,250 vagas nas redes municipais e estaduais de ensino.

## Saúde
A cidade possui 16 postos de saúde, 1 Maternidade e 1 Centro de Saúde.